# Djabtoji
Djabtoji (auch: Djaptoji, Jeptodji, Jeptoji, Njaptoji, N’Japtoji, Njeptodji, N’Jeptogi) ist ein Dorf in der Stadtgemeinde Tanout in Niger.

## Geographie
Das von einem traditionellen Ortsvorsteher (chef traditionnel) geleitete Dorf befindet sich rund 51 Kilometer nordwestlich des urbanen Zentrums der Gemeinde Tanout, die zum gleichnamigen Departement Tanout in der Region Zinder gehört. Zu den Siedlungen in der näheren Umgebung von Djabtoji zählen Tiggar im Nordosten, Takoukout im Südosten und Gourbobo im Süden.
Djabtoji ist Teil der Übergangszone zwischen Sahara und Sahel. Die durchschnittliche jährliche Niederschlagsmenge beträgt hier zwischen 200 und 300 mm.

## Bevölkerung
Bei der Volkszählung 2012 hatte Djabtoji 1068 Einwohner, die in 154 Haushalten lebten. Bei der Volkszählung 2001 betrug die Einwohnerzahl 264 in 48 Haushalten
In der Siedlung leben unter anderem Angehörige der Ethnie der Fulbe. Es wird die Sprache Fulfulde gesprochen. Die Bevölkerungsdichte in diesem Gebiet ist gering und liegt bei unter 10 Einwohnern je Quadratkilometer.

## Wirtschaft und Infrastruktur
Die Bevölkerung bestreitet ihren Lebensunterhalt hauptsächlich durch Viehzucht. Von den ortsansässigen Tuareg werden Kamele gezüchtet. Die Siedlung liegt in einem Gebiet der Naturweidewirtschaft, wobei vor allem die Rinder- und Schafzucht wirtschaftlich bedeutend sind, und in das ackerbauliche Aktivitäten aus dem Süden vordringen. Mit einem Centre de Santé Intégré (CSI) ist ein Gesundheitszentrum im Dorf vorhanden. Es gibt eine Schule im Ort.